# Syngrapha lula
Syngrapha lula är en fjärilsart som beskrevs av Embrik Strand 1917. Syngrapha lula ingår i släktet Syngrapha och familjen nattflyn. Inga underarter finns listade i Catalogue of Life.